# Jasmin Grabowski
Jasmin Grabowski (7 de novembro de 1991) é uma judoca alemã.

## Carreira
Grabowski esteve nos Jogos Olímpicos de Verão de 2020 em Tóquio, onde conquistou a medalha de bronze no confronto por equipes mistas como representante da Alemanha, conjunto de judocas que derrotou o time holandês. Em 2021, também competiu no evento feminino de sua categoria no Campeonato Mundial de Judô de 2021, realizado em Budapeste.